# Lutjanus russellii
Lutjanus russellii és una espècie de peix de la família dels lutjànids i de l'ordre dels perciformes que habita des de les costes de l'Àfrica oriental fins a Fiji, el sud del Japó i Austràlia.
Els mascles poden assolir 50 cm de longitud total.
És un peix de clima tropical i associat als esculls de corall que viu entre 10-80 m de fondària.
Menja peixos i invertebrats bentònics.
És una espècie habitual dels mercats de peix viu de Hong Kong.